# Моррісон (округ, Міннесота)
Шаблон:StateAbbr_ 45°58′00″ пн. ш. 94°22′00″ зх. д. / 45.966666666667° пн. ш. 94.366666666667° зх. д.
Округ  Моррісон (англ. Morrison County) — округ (графство) у штаті  Міннесота, США. Ідентифікатор округу 27097.

## Історія
Округ утворений 1856 року.

## Демографія
За даними перепису 
2000 року 
загальне населення округу становило 31712 осіб, зокрема міського населення було 9149, а сільського — 22563.
Серед мешканців округу чоловіків було 15951, а жінок — 15761. В окрузі було 11816 домогосподарств, 8461 родин, які мешкали в 13870 будинках.
Середній розмір родини становив 3,15.
Віковий розподіл населення поданий у таблиці:
| Стать    | До 15 років | 15-21 | 22-29 | 30-39 | 40-49 | 50-65 | 65-85 | Понад 85 |
| -------- | ----------- | ----- | ----- | ----- | ----- | ----- | ----- | -------- |
| Чоловіки | 3665        | 1807  | 1313  | 2267  | 2443  | 2334  | 1922  | 200      |
| Жінки    | 3499        | 1527  | 1225  | 2093  | 2310  | 2275  | 2327  | 505      |

## Суміжні округи
- Кесс — північ
- Кроу-Вінг — північний схід
- Мілль-Лак — схід
- Бентон — південний схід
- Стернс — південь
- Тодд — захід

## Виноски
1. ↑  US Decennial Census. US Census Bureau. Архів оригіналу за 19 липня 2018. Процитовано 21 жовтня 2014.
2. ↑  Historical Census Browser. University of Virginia Library. Архів оригіналу за 11 серпня 2012. Процитовано 21 жовтня 2014.
3. ↑  Population of Counties by Decennial Census: 1900 to 1990. US Census Bureau. Архів оригіналу за 4 серпня 2014. Процитовано 21 жовтня 2014.
4. ↑  Census 2000 PHC-T-4. Ranking Tables for Counties: 1990 and 2000 (PDF). US Census Bureau. Архів оригіналу (PDF) за 18 грудня 2014. Процитовано 21 жовтня 2014.
5. ↑  State & County QuickFacts. Бюро перепису населення США. Архів оригіналу за 7 червня 2011. Процитовано 1 вересня 2013.(англ.) Наведено за англійською вікіпедією.
6. ↑  American FactFinder. Бюро перепису населення США. Архів оригіналу за 26 лютого 2012. Процитовано 31 січня 2008.

| США | Це незавершена стаття з географії США. Ви можете допомогти проєкту, виправивши або дописавши її. |